# Battleship Island
Ne doit pas être confondu avec Battleship Islands.
Pour plus de détails, voir Fiche technique et Distribution.
Battleship Island (hangeul : 군함도 ; RR : goon-ham-do, littéralement « l'île navire de guerre ») est un film historique sud-coréen coécrit et réalisé par Ryoo Seung-wan, sorti en 2017.
L'histoire se concentre sur l'évasion massive de plusieurs centaines de travailleurs forcés coréens envoyés sur l'île japonaise d'Hashima (également nommée Gunkan-Jima en japonais, ce qui signifie précisément « île navire militaire », repris par le titre du film) pendant la Seconde Guerre mondiale, précisément sous l'occupation japonaise. Dépeignant Hashima comme une île digne d'un camp de concentration, le film est accusé par certains médias japonais de déformer la réalité historique. Malgré cela, il est projeté lors de séances spéciales à des diplomates et des fonctionnaires de l'UNESCO afin de faire connaitre l'histoire confidentielle de Hashima.
Il connait un énorme succès au box-office sud-coréen avec plus de 6 millions d'entrées. Diffusé sur plus de 2 000 écrans en Corée du Sud, une première pour un film, il provoque cependant une controverse sur la domination des salles de cinéma par les grands conglomérats qui verrouillent l'économie du pays,.

## Synopsis
Durant l'occupation japonaise de la Corée, environ 400 Coréens, envoyés de force sur l'île d'Hashima pour travailler à l'extraction du charbon, tentent une évasion de masse.

## Personnages de l'intrigue
Lee Kang-ok (Hwang Jeong-min) est un chef d'orchestre d'un hôtel de Kyungsung (ancien nom de Séoul). Il décide de se rendre au Japon avec sa fille pour la mettre en sécurité, mais ils sont trompés et envoyés sur Hashima. Il fera tout sur place pour protéger sa fille.
Choi Chil-seong (So Ji-sub) est le meilleur combattant de Kyungsung. Il cause beaucoup de problèmes sur Hashima mais sous ses apparences rugueuses, il a un bon cœur.
Park Moo-yeong (Song Joong-ki) appartient au mouvement d'indépendance coréen. Il s'infiltre volontairement sur Hashima pour secourir un autre membre de la résistance qui y est emprisonné.
Oh Mal-nyeon (Lee Jeong-hyeon) est une femme de réconfort envoyée sur Hashima après avoir connu une vie difficile en Corée. Elle n'abandonne jamais l'espoir de survivre.

## Fiche technique
- Titre original : 군함도
- Titre international : Battleship Island
- Réalisation : Ryoo Seung-wan
- Scénario : Ryoo Seung-wan et Shin Kyoung-il
- Costumes : Cho Sang-kyung
- Photographie : Lee Mo-gae
- Montage : Kim Jae-bum et Kim Sang-bum
- Musique : Leo Bang
- Production : Kang Hye-jeong[8]
- Société de production : Filmmaker R&K[1]
- Société de distribution : CJ Entertainment
- Budget : 21 millions de dollars[9]
- Pays d'origine :  Corée du Sud
- Langues originales : coréen, japonais
- Format : couleur
- Genre : historique et guerre[10]
- Durée : 132 minutes
- Dates de sortie :
  - Corée du Sud : 26 juillet 2017[2] (nationale)
  - France : 14 mars 2018

## Distribution
- Hwang Jeong-min (VF : Philippe Allard) : Lee Kang-ok
- So Ji-sub (VF : Bruno Mullenaerts) : Choi Chil-seong
- Song Joong-ki : Park Moo-yeong
- Lee Jeong-hyeon (VF : Valérie Marchant) : Oh Mal-nyeon
- Kim Su-an (VF : Elise Havelange) : So-hee, la fille de Kang-ok
- Lee Geung-young : Yoon Hak-cheol
- Kim Min-jae : Song Jong-goo
- Kim Joong-hee : Yamada
- Kim In-woo : Shimazaki Daisuke
- Shin Seung-hwan : Go Choong-ho
- Baek Seung-chul : le jeune marié
- Yoon Kyung-ho
- Jang Sung-bum : Oh Jang-woo

## Production

### Développement
Tout d'abord, le réalisateur Ryoo Seung-wan souhaitait porter à l'écran sa vision de l'histoire dissimulée du peuple coréen en pleine période Joseon. Il s'inspire finalement du théâtre de crimes de guerre durant la Seconde Guerre mondiale : alors que la Corée est sous occupation japonaise, 800 travailleurs forcés coréens sont envoyés sur l'île d'Hashima dans la préfecture de Nagasaki au Japon. Plus de 120 y sont morts et ceux tentant de s'échapper étaient soumis à des tortures extrêmes selon le rapport d'une commission d’enquête gouvernementale publié en 2012.
Dans le journal Screen Daily, en novembre 2015, le producteur Kang Hye-jeong raconte que « le réalisateur Ryoo Seung-wan avait expliqué que le film doit être complètement différent de son dernier film Veteran, donc je suis vraiment impatient de voir le résultat. (…) c'est un film historique en espérant qu'il sera meilleur ».

#### Hashima, l'île du cauchemar

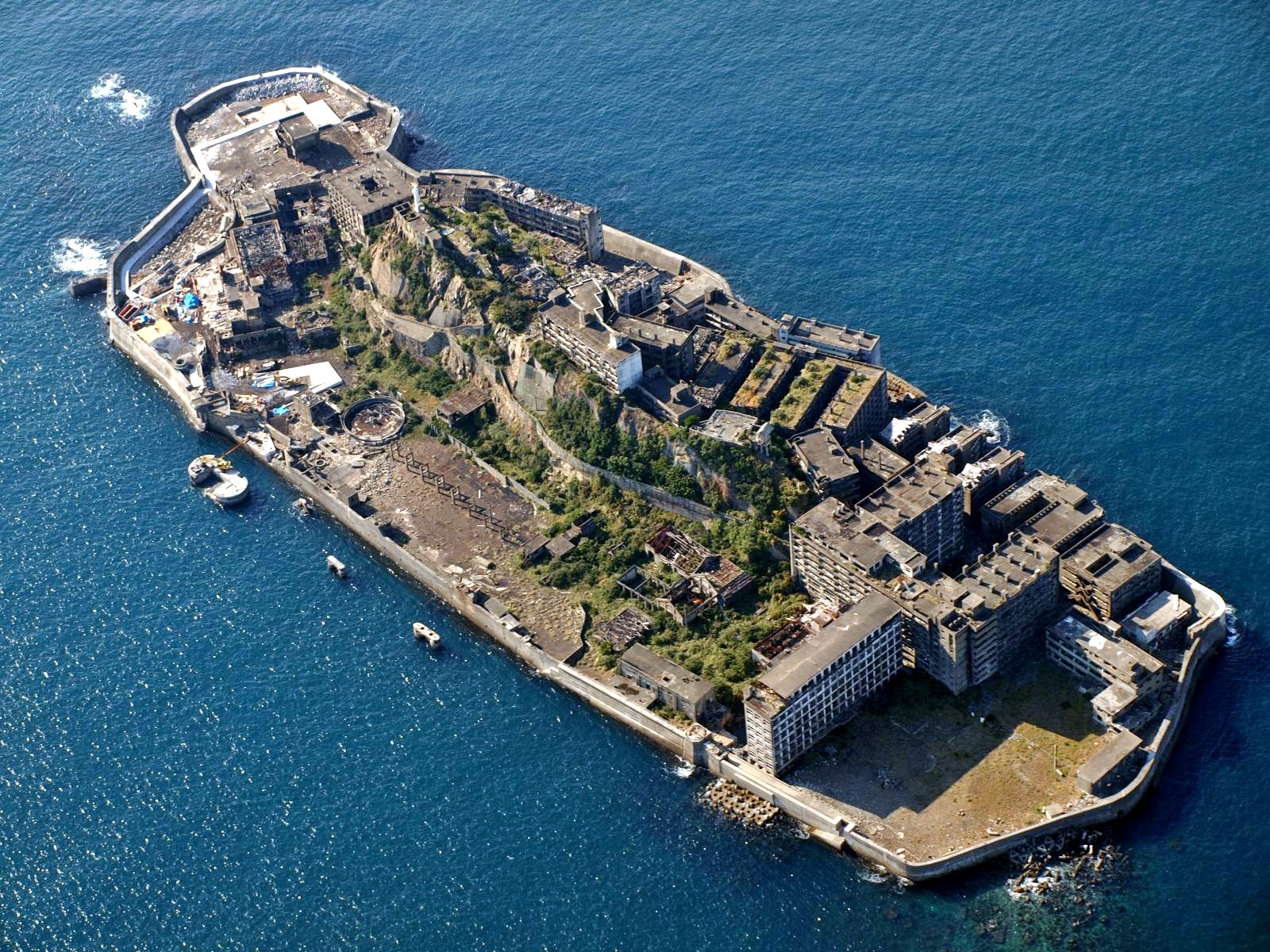
Vue aérienne de l'île d'Hashima en 2010

Également surnommée Battleship Island en Amérique du Nord ou Gunkanjima au Japon, l'île d'Hashima, au large de Nagasaki au Japon, est une ancienne ville minière de 480 mètres de longueur pour 160 mètres de largeur, soit 6,3 hectares de superficie. Ce surnom provient de sa ressemblance avec les cuirassés de la classe Tosa.

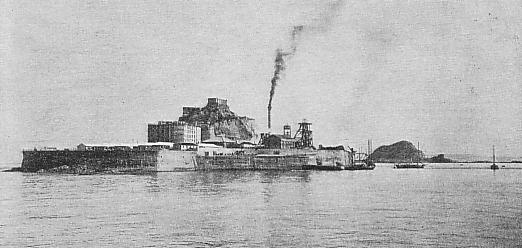
Vue de l'île d'Hashima dans les années 1930 montrant la mine en activité

L'île d'Hashima fait partie des sites industriels japonais où le travail forcé existait durant la guerre du Pacifique, et où ont travaillé près de 58 000 Coréens au moment de la colonisation japonaise (1910-1945). 800 travailleurs forcés ont été envoyés à Hashima, parmi lesquels 120 y trouvèrent la mort ; ceux qui tentèrent de fuir furent cruellement torturés par l'armée Japonaise. Kuni Sato, ambassadrice du Japon auprès de l’UNESCO, déclara, lors de la réunion annuelle du Comité du patrimoine mondial à Bonn, en Allemagne : « un grand nombre de Coréens et d'autres personnes ont été amenés contre leur volonté et ont été forcés à travailler dans des conditions épouvantables dans les années 1940 sur certains de ces sites. [...] Le gouvernement japonais a également mis en place une politique de réquisition ».
La représentation de l'île de Hashima comme une « île de l'enfer » est cependant controversée, notamment au Japon. Le journal japonais Sankei Shinbun accuse le film de modifier la vérité historique. Le réalisateur Ryoo Seung-wan affirme quant à lui que le film peut être considéré comme « réaliste » et a pour but de dépeindre « comment la guerre peut faire de l'homme un monstre », et non d'agiter le sentiment antijaponais en Corée. L'idée du film lui serait venue après avoir vu une photographie aérienne de cette île à la forme unique.

### Distribution des rôles
Ryoo Seung-wan confirme, en janvier 2016, que les acteurs Hwang Jeong-min - avec qui il a déjà collaboré pour The Unjust (부당거래, 2010) et Veteran (베테랑, 2015) -, So Ji-sub et Song Joong-ki font partie de la distribution de ce film historique. Hwang Jeong-min y joue le rôle principal, celui d'un employé d'hôtel qui tente de protéger sa fille, tandis que So Ji-sub endosse le costume d'un combattant tenace et Song Joong-ki incarne un combattant de l'indépendance qui se faufile sur l'île d'Hashima afin de sauver les Coréens. Lors d'une conférence de presse à Hong Kong au début du mois de juin 2016, ce dernier confie que, pour parfaire son rôle, il suit un strict régime alimentaire, et au début du mois suivant, il révise les programmes de formation additionnels pour paraître plus viril et mature, et prévoit de se raser la tête pour les besoins du film.
Quant à la chanteuse et actrice Lee Jeong-hyeon, au début de mai 2016, elle accepte le rôle de Mal-nyeon, une jeune esclave sexuelle pour les soldats japonais.
Début juin 2016, des centaines de personnes se précipitent à Chuncheon, capitale de la province de Gangwon, au nord de la Corée du Sud, dans l'espoir d'être parmi les 2 000 figurants et les 180 acteurs engagés.
L'acteur Sin Seung-hwan, avec qui le réalisateur a travaillé auparavant pour Veteran (베테랑), rejoint l'équipe en septembre 2016.

### Tournage
Le tournage est prévu pour l'été 2016,. Fin avril 2016, le gouvernement de Chuncheon en Gangwon annonce que la société de production Filmmaker R&K est prête pour construire les décors de l'île d'Hashima, s'étendant sur 6 600 mètres carrés, sur l'ancienne base militaire américaine Camp Page (en) (K-47 Air Base), entre fin avril et fin juin. Initialement prévu mi-juillet, le tournage commence finalement le 14 juin 2016 sur ce site, où sera filmé environ les trois quarts du film, avec 2 000 figurants et 180 acteurs ; il dure environ six ou sept mois.
Par ailleurs, le 2 juin 2016, Song Joong-ki annonce sur son compte Twitter sa rencontre avec So Ji-sub et Hwang Jeong-min pour une première lecture du scénario à Séoul. Le tournage commence avec ces comédiens le 17 juin, par une scène où Lee Kang-ok — interprété par Hwang Jeong-min — implore un emploi au Japon, et le réalisateur est « heureux parce que le premier jour du tournage est allé en douceur, comme l'eau qui coule. Les difficultés vont probablement venir ».

#### Camp Page
Camp Page, également connu sous le nom de K-47 Air Base, est une ancienne base militaire américaine de 63 hectares, située près de Chuncheon dans le centre-nord de la Corée du Sud, fermée depuis avril 2005. Ce nom honore le lieutenant-colonel John U. D. Page (en) (1904-1950), officier de la United States Army, Medal of Honor, de Saint Paul en Minnesota, pour ses actions dans la bataille du réservoir de Chosin pendant la guerre de Corée.

## Promotion
Le 22 juin 2016, l'acteur Song Joong-ki dévoile sur son compte Twitter la première affiche promotionnelle du film : un fond bleu sombre avec de gigantesques vagues envahissant une des pointes de l'île d'Hashima dans laquelle apparaissent de mystérieux personnages.
La promotion de Battleship Island commence au Marché du film européen de la Berlinale en février 2017 puis au Festival de Cannes en mai. En juin de la même année, il a été vendu dans 113 pays, dont les États-Unis, le Canada, la France, l'Italie, la Russie, la Turquie, le Japon, Hong Kong, Singapour et la Thaïlande,. Le 16 juin 2017, une conférence de presse officielle a lieu au musée national de Corée pour lancer le film.

### Projections spéciales
Le 25 juillet, une projection spéciale du film a lieu pour 160 diplomates étrangers en Corée du Sud,.
Le 28 juillet, une projection spéciale similaire a lieu pour 30 fonctionnaires de l'UNESCO et des diplomates à Paris au siège de Metropolitan Filmexport. L'objectif est de sensibiliser à l'histoire peu connue de l'île Hashima et des Coréens envoyés sur place pour être soumis aux travaux forcés dans la mine de charbon, durant l'occupation japonaise de la Corée.

## Accueil

### Sorties
Le film sort en Corée du Sud le 26 juillet 2017. Selon le Conseil du film coréen, Battleship Island établit un nouveau record avec 970 516 spectateurs lors de sa soirée d'ouverture. Durant son premier week-end (du 28 au 30 juillet), le film attire 2,5 millions de spectateurs. Ce succès se traduit par des recettes de 18,57 millions de dollars pour 2 027 écrans, soit 37,1% du total des salles de cinéma dans le pays. C'est la première fois dans le pays qu'un film est diffusé sur plus de 2 000 écrans ce qui créé une controverse sur la domination des salles de cinéma par les grands conglomérats,.
Durant ses cinq premiers jours d'exploitation, le nombre de spectateurs dépasse les 4 millions et les recettes atteignent 27,9 millions de dollars au total, alors que le coût de production est estimé à environ 21 millions de dollars.
Au bout de huit jours d'exploitation, le film est projeté sur 1 108 écrans et totalise 5,18 millions de spectateurs,.

## Distinctions

### Récompenses
- The Seoul Awards 2017 :
  - Meilleure actrice en second rôle pour Lee Jeong-hyeon
  - Prix spécial d’interprétation pour Kim Su-an

- Festival international du film de Catalogne 2017 : Meilleur film

- Buil Film Awards 2017 :
  - Meilleure actrice en second rôle pour Kim Su-an
  - Meilleure direction artistique pour Lee Hwo-kyeong

- Korean Association of Film Critics Awards 2017 :
  - Meilleure direction artistique pour Lee Hwo-kyeong
  - Top 10 films

- Blue Dragon Film Awards 2017 :
  - Meilleure direction artistique pour Lee Hwo-kyeong
  - Prix de vedette populaire pour Kim Su-an

- Korea Culture & Entertainment Awards 2017 :
  - Prix d’excellence du meilleur acteur pour Lee Kyeong-yeong
  - Prix d’excellence de la meilleure actrice pour Lee Jeong-hyeon

### Nominations
- The Seoul Awards 2017 :
  - Meilleur film
  - Meilleur acteur pour Hwang Jeong-min

- Blue Dragon Film Awards 2017 :
  - Meilleure actrice en second rôle pour Lee Jeong-hyeon
  - Meilleure photographie
  - Meilleure réalisation technique - Effets visuels